# Leichtathletik-Europameisterschaften 2014/50 km Gehen der Männer

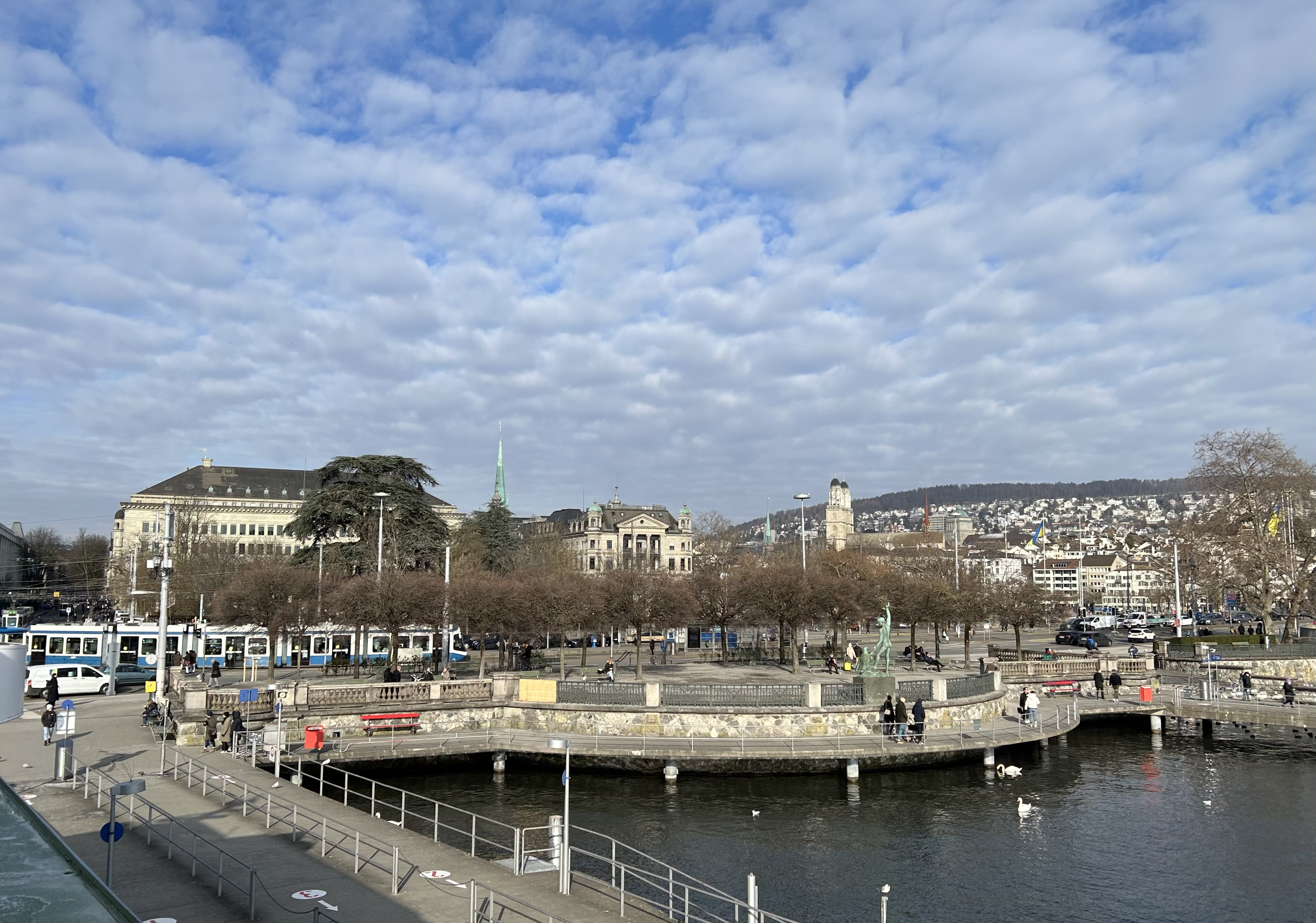
Der Bürkliplatz im Jahr 2023

Das 50-km-Gehen der Männer bei den Leichtathletik-Europameisterschaften 2014 wurde am 15. August 2014 in den Straßen von Zürich ausgetragen.
Europameister wurde der Franzose Yohann Diniz, der bereits zweimal den EM-Titel gewonnen hatte (2006/2010) und der 2007 Vizeweltmeister geworden war. Bei seinem Sieg stellte er mit 3:32:33 h einen neuen Weltrekord auf. Rang zwei belegte mit neuem Landesrekord der Slowake Matej Tóth. Bronze ging an den Russen Iwan Noskow.

## Rekorde

### Bestehende Rekorde
| Weltrekord           | 3:34:14 h | Denis Nischegorodow | Tscheboksary, Russland | 11. Mai 2008  |
| Europarekord         | 3:34:14 h | Denis Nischegorodow | Tscheboksary, Russland | 11. Mai 2008  |
| Meisterschaftsrekord | 3:40:37 h | Yohann Diniz        | EM Barcelona, Spanien  | 30. Juli 2010 |

### Rekordverbesserungen
Im Wettbewerb am 15. August wurde der bestehende EM-Rekord verbessert. Außerdem gab es einen neuen Welt- sowie einen neuen Landesrekord.
- Meisterschaftsrekord: 3:32:33 h – Yohann Diniz (Frankreich)
- Weltrekord: 3:32:33 h – Yohann Diniz (Frankreich)
- Landesrekord: 3:36:21 h – Matej Tóth (Slowakei)

## Doping
Auch auf der langen Gehstrecke gab es einen Dopingfall:
Im Blut des hier zunächst viertplatzierten russischen Gehers Michail Ryschow wurde am 2. Juni 2015 im russischen Trainingszentrum Saransk bei einem Dopingtest Erythropoetin (EPO) nachgewiesen. Mit ihm waren auch vier andere Sportler gleichermaßen betroffen. Vom Internationalen Sportgerichtshof CAS wurden unterschiedliche Sanktionen ausgesprochen, Michail Ryschow erhielt eine vierjährige Sperre vom 15. Juli 2015 bis 14. Juli 2019. Darüber hinaus wurden von ihm erzielte Ergebnisse annulliert, darunter sein zweiter Platz bei den Weltmeisterschaften 2013 sowie sein vierter Platz bei diesen Europameisterschaften.

## Durchführung
Hier gab es keine Vorrunde, alle 35 Geher traten gemeinsam zum Finale an.

## Legende
Kurze Übersicht zur Bedeutung der Symbolik – so üblicherweise auch in sonstigen Veröffentlichungen verwendet:
| WR   | Weltrekord                               |
| ER   | Europarekord                             |
| NR   | Nationaler Rekord                        |
| DNF  | Wettkampf nicht beendet (did not finish) |
| DSQ  | disqualifiziert                          |
| DOP  | wegen Dopingvergehens disqualifiziert    |
| Bod  | Verwarnung für Verlust des Bodenkontakts |
| Knie | Verwarnung für fehlende Kniestreckung    |

## Ergebnis

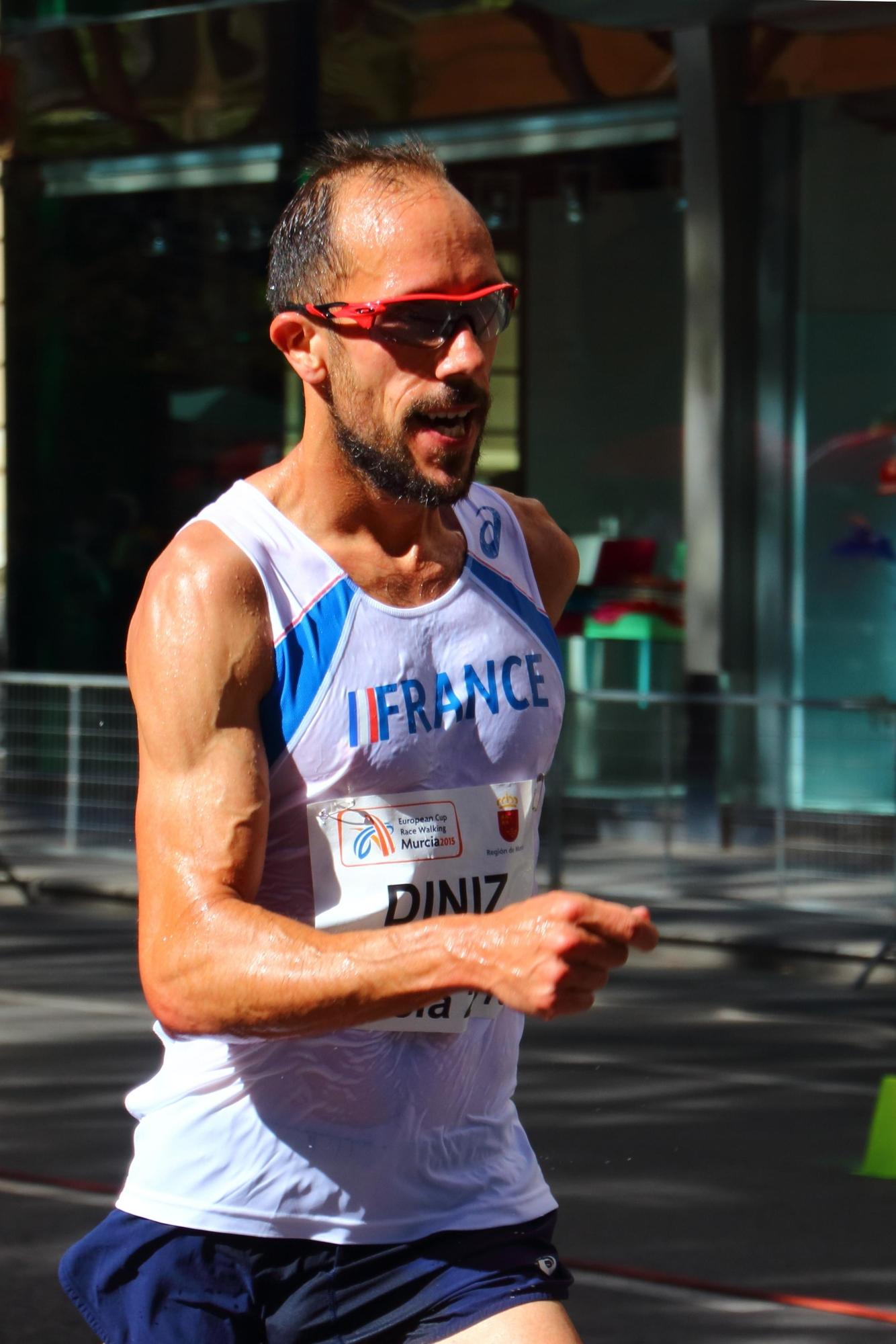
Yohann Diniz, 2007 Vizeweltmeister – nach 2006 und 2010 zum dritten Mal Europameister

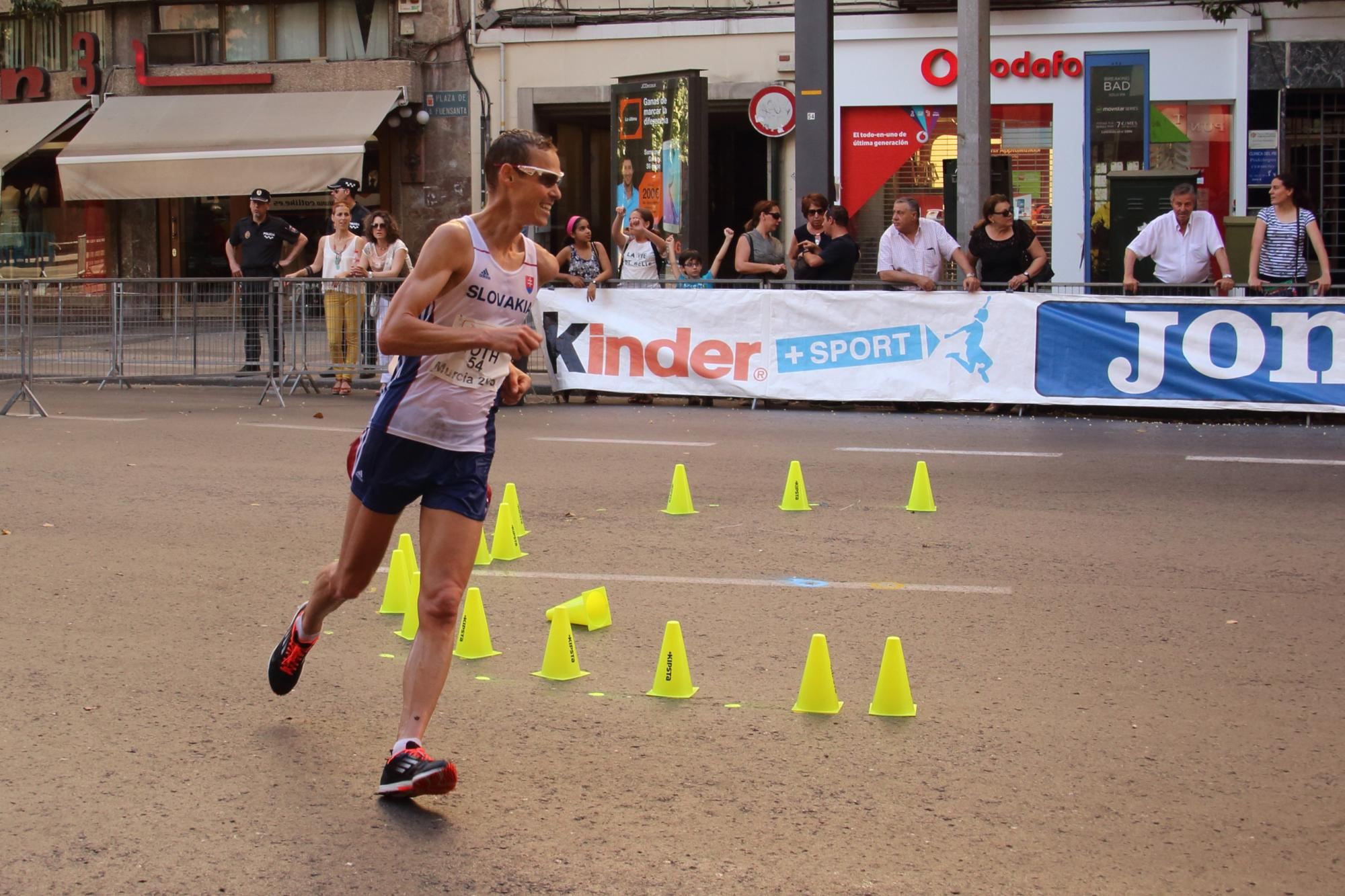
Vizeeuropameister Matej Tóth hatte seine größten Erfolge noch vor sich

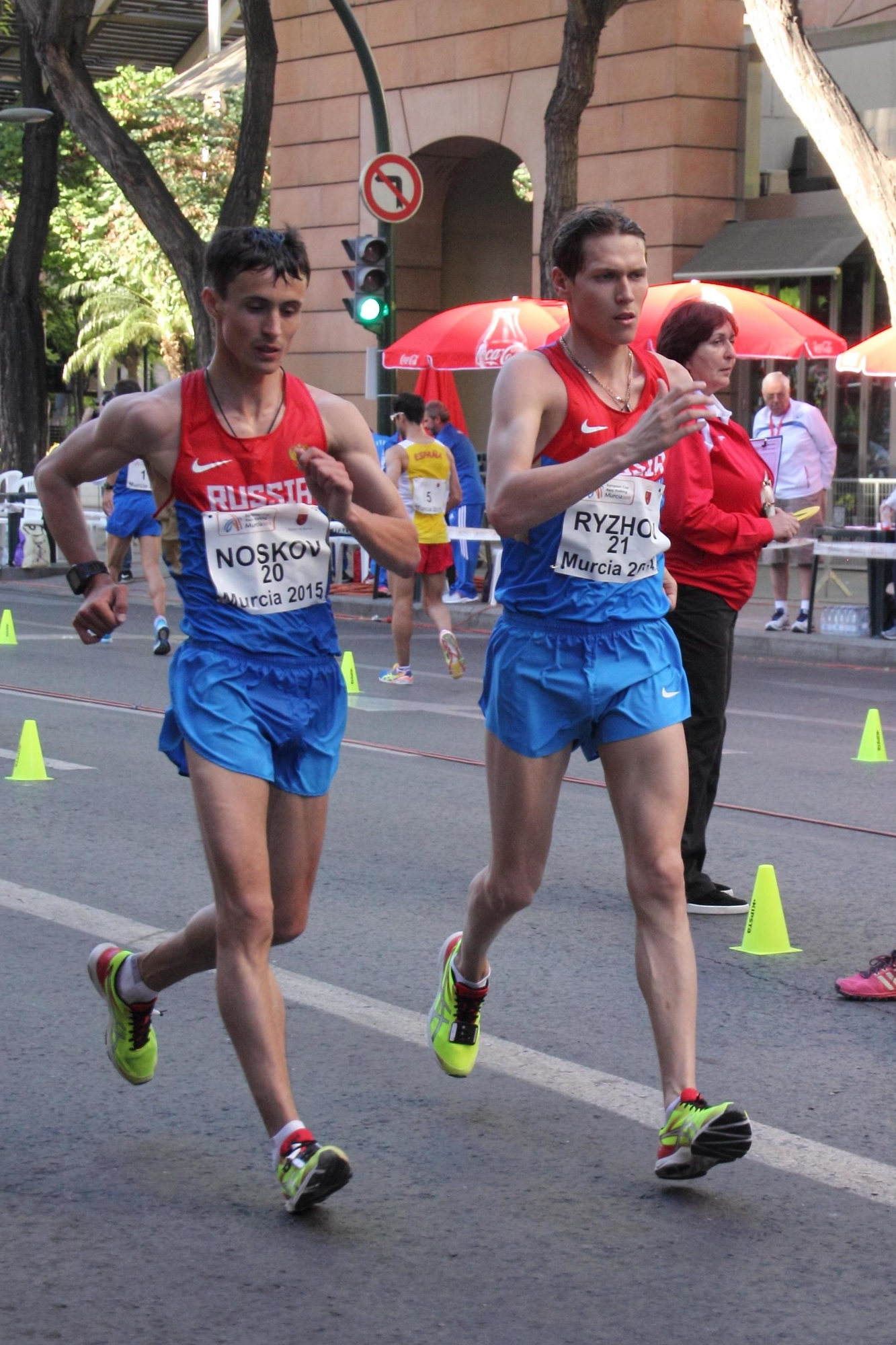
Bronzemedaillengewinner Iwan Noskow (links), hier mit Dopingsünder Michail Ryschow

15. August 2014, 9:00 Uhr
| Platz | Name                     | Nation       | Zeit (h)   | Verwarnungen   |
| ----- | ------------------------ | ------------ | ---------- | -------------- |
| 1     | Yohann Diniz             | Frankreich   | 3:32:33 WR |                |
| 2     | Matej Tóth               | Slowakei     | 3:36:21 NR |                |
| 3     | Iwan Noskow              | Russland     | 3:37:41    |                |
| 4     | Iwan Banseruk            | Ukraine      | 3:44:49    | Knie           |
| 5     | Ihor Hlawan              | Ukraine      | 3:45:08    |                |
| 6     | Marco De Luca            | Italien      | 3:45:25    |                |
| 7     | Jesús Ángel García       | Spanien      | 3:45:41    | Knie           |
| 8     | Rafał Augustyn           | Polen        | 3:48:15    |                |
| 9     | Ato Ibáñez               | Schweden     | 3:48:42    |                |
| 10    | Jarkko Kinnunen          | Finnland     | 3:48:49    |                |
| 11    | Oleksiy Kazanin          | Ukraine      | 3:49:00    |                |
| 12    | Alexandros Papamichail   | Griechenland | 3:49:58    | Bod            |
| 13    | Alexander Jargunkin      | Russland     | 3:50:39    |                |
| 14    | Carl Dohmann             | Deutschland  | 3:51:27    |                |
| 15    | Brendan Boyce            | Irland       | 3:51:34    | Knie           |
| 16    | Tadas Šuškevičius        | Litauen      | 3:52:39    | Knie/Knie      |
| 17    | Aku Partanen             | Finnland     | 3:52:58    |                |
| 18    | Dušan Majdán             | Slowakei     | 3:53:26    | Knie           |
| 19    | Teodorico Caporaso       | Italien      | 3:58:23    |                |
| 20    | Francisco Arcilla        | Spanien      | 4:00:57    |                |
| 21    | Jean-Jacques Nkouloukidi | Italien      | 4:01:12    |                |
| 22    | Marius Cocioran          | Rumänien     | 4:03:25    |                |
| 23    | Martin Tistan            | Slowakei     | 4:06:11    | Knie           |
| 24    | Pedro Isidro             | Portugal     | 4:07:44    |                |
| 25    | Lukáš Gdula              | Tschechien   | 4:08:51    |                |
| DNF   | Robert Heffernan         | Irland       |            |                |
| DNF   | Łukasz Nowak             | Polen        |            | Knie/Knie      |
| DNF   | Iwan Trozki              | Belarus      |            | Knie           |
| DNF   | Grzegorz Sudoł           | Polen        |            |                |
| DNF   | Ričardas Rekst           | Litauen      |            |                |
| DSQ   | Andreas Gustafsson       | Schweden     |            | Knie/Knie/Knie |
| DSQ   | Maciej Rosiewicz         | Georgien     |            | Knie/Knie/Knie |
| DSQ   | Pavel Schrom             | Tschechien   |            | Knie/Knie/Knie |
| DOP   | Michail Ryschow          | Russland     | 3:39:07    | Knie           |

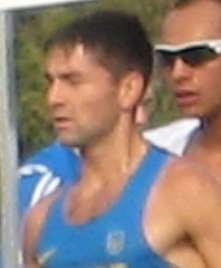
Ihor Hlawan (links) erreichte Platz fünf
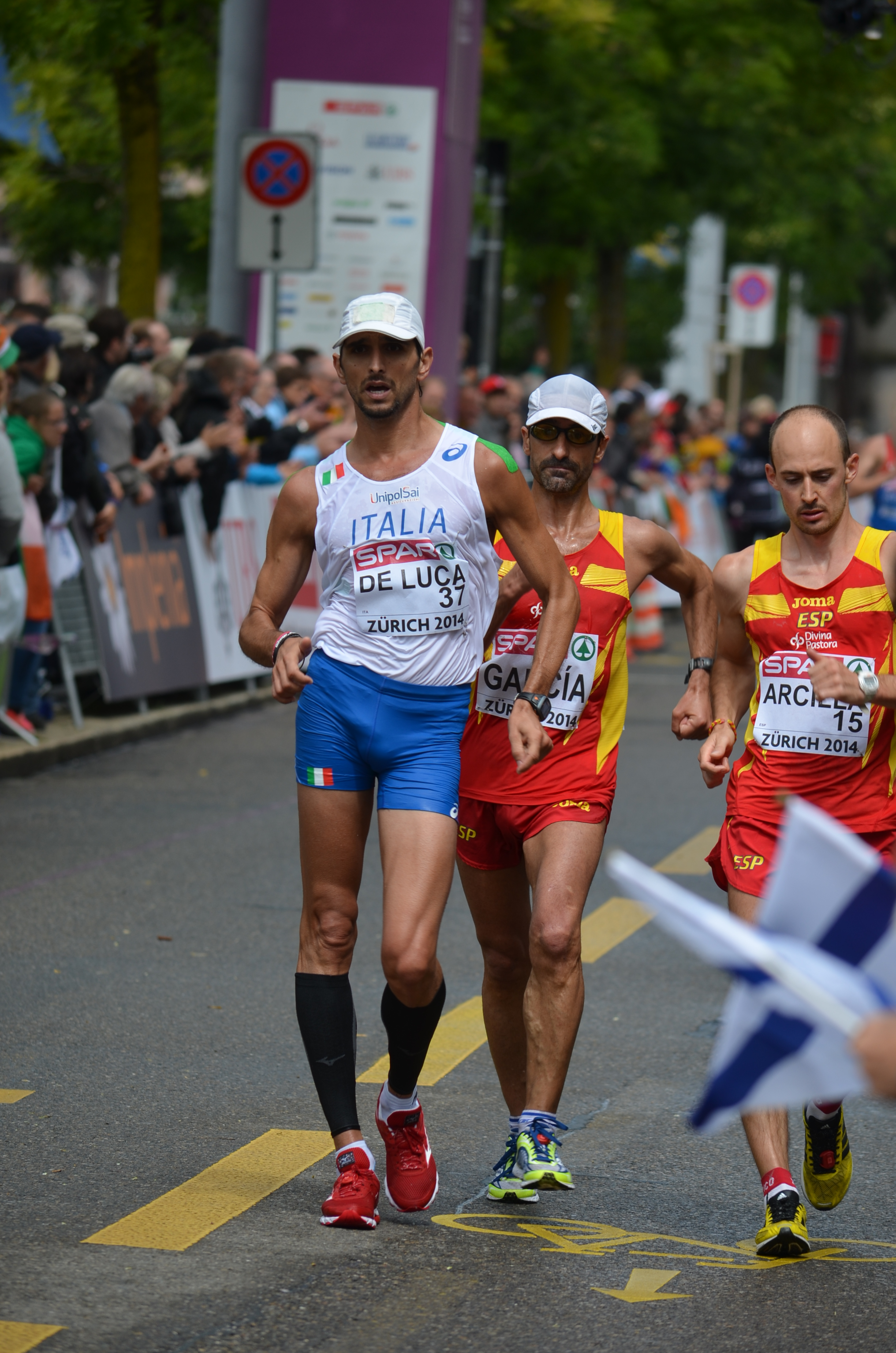
Marco De Luca (Rang sechs) hier in Zürich vor dem siebtplatzierten Jesús Ángel García und Francisco Arcilla (Rang zwanzig)
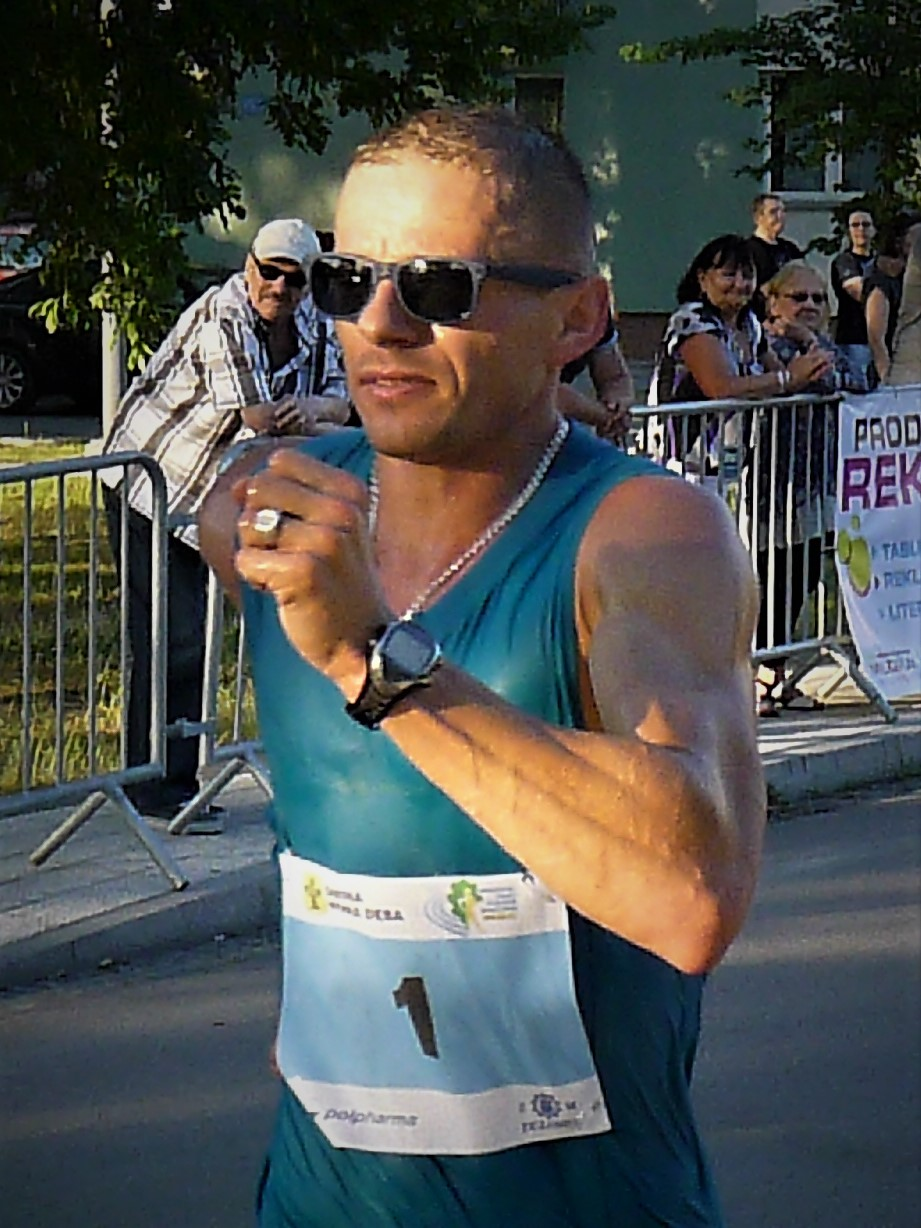
Rafał Augustyn belegte Rang acht
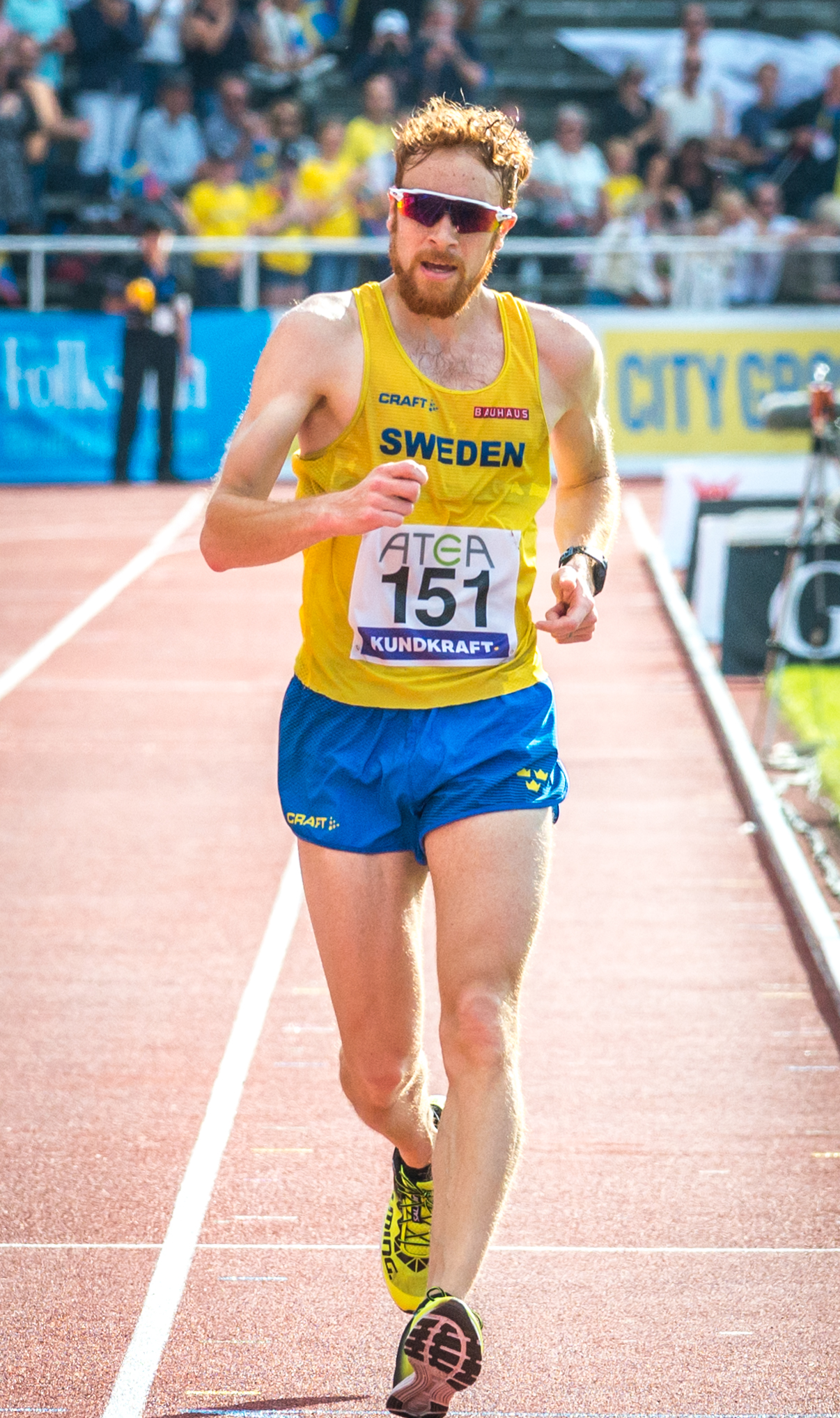
Ato Ibáñez wurde Neunter

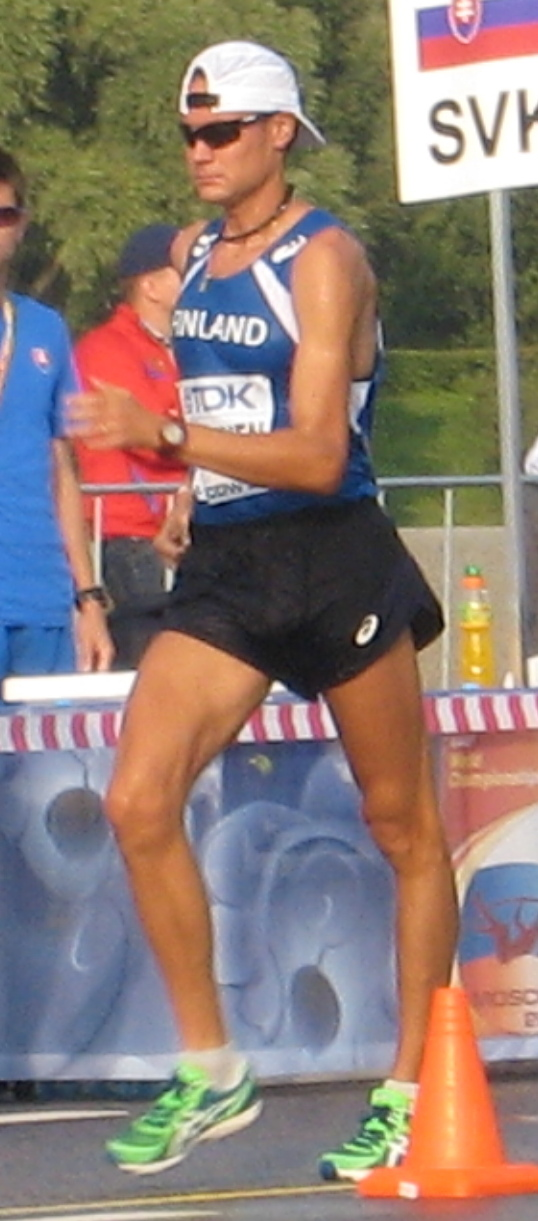
Jarkko Kinnunen – Platz zehn
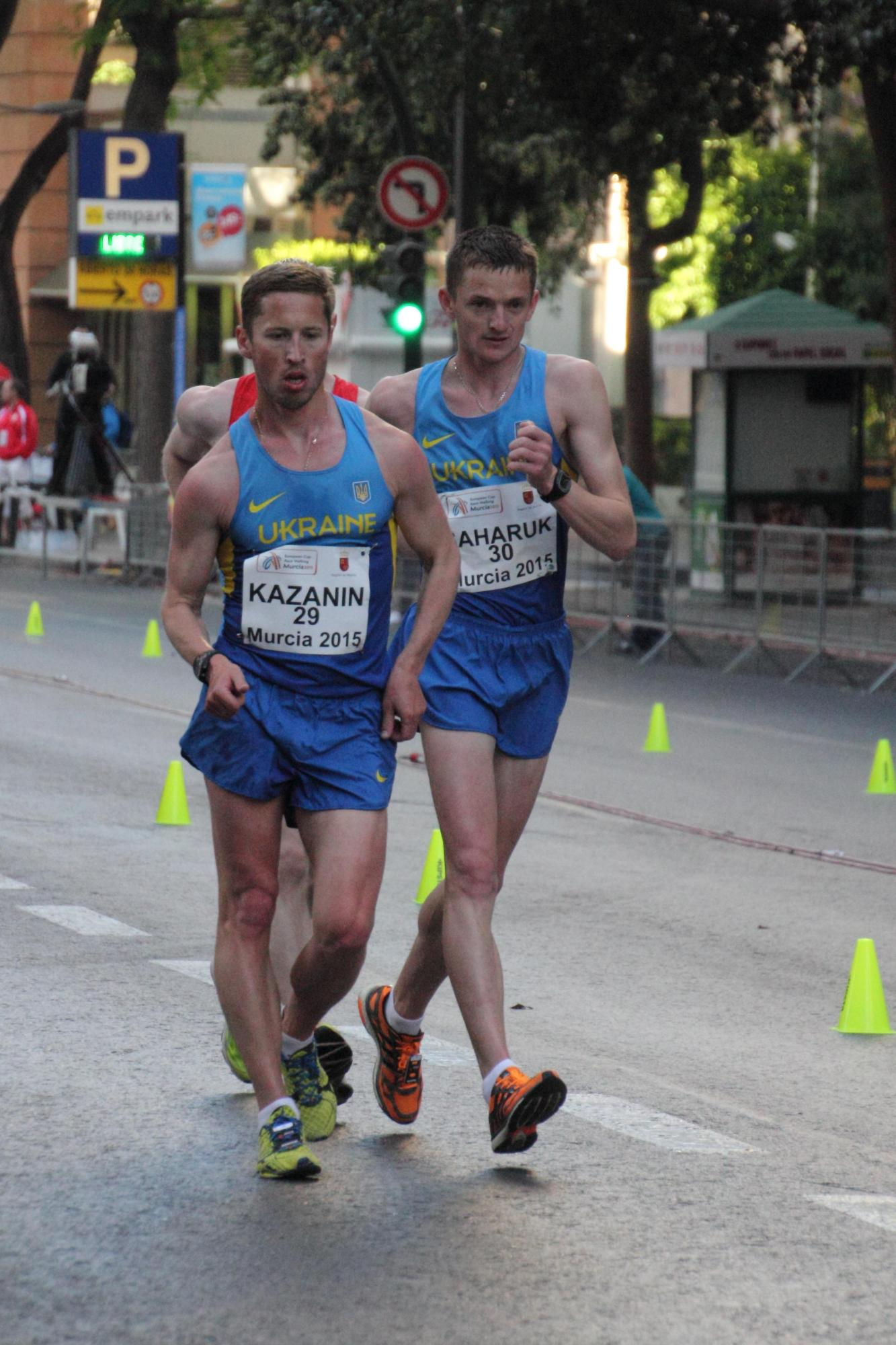
Oleksiy Kazanin (links) – Platz elf
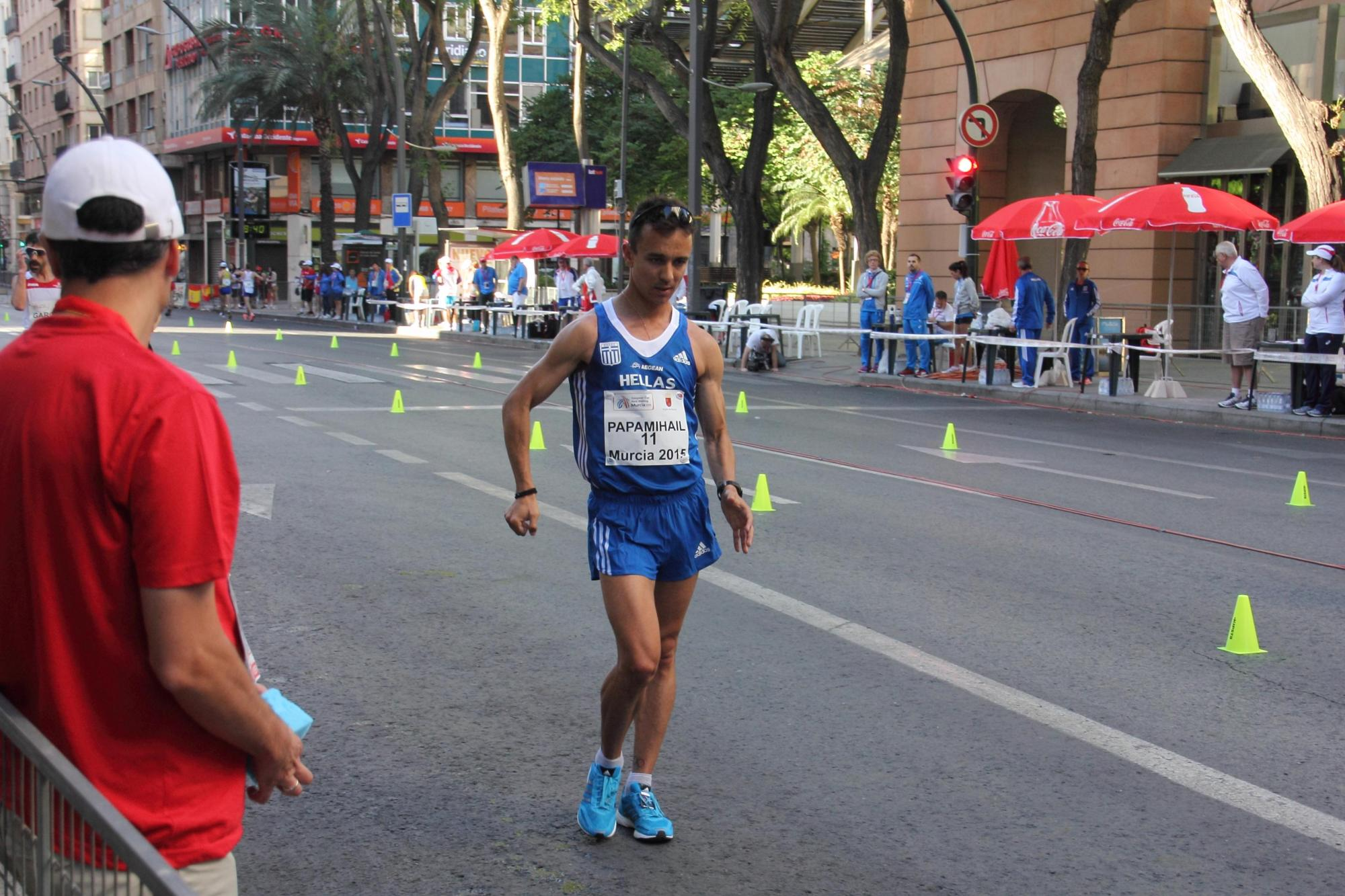
Aléxandros Papamihaíl – Platz zwölf
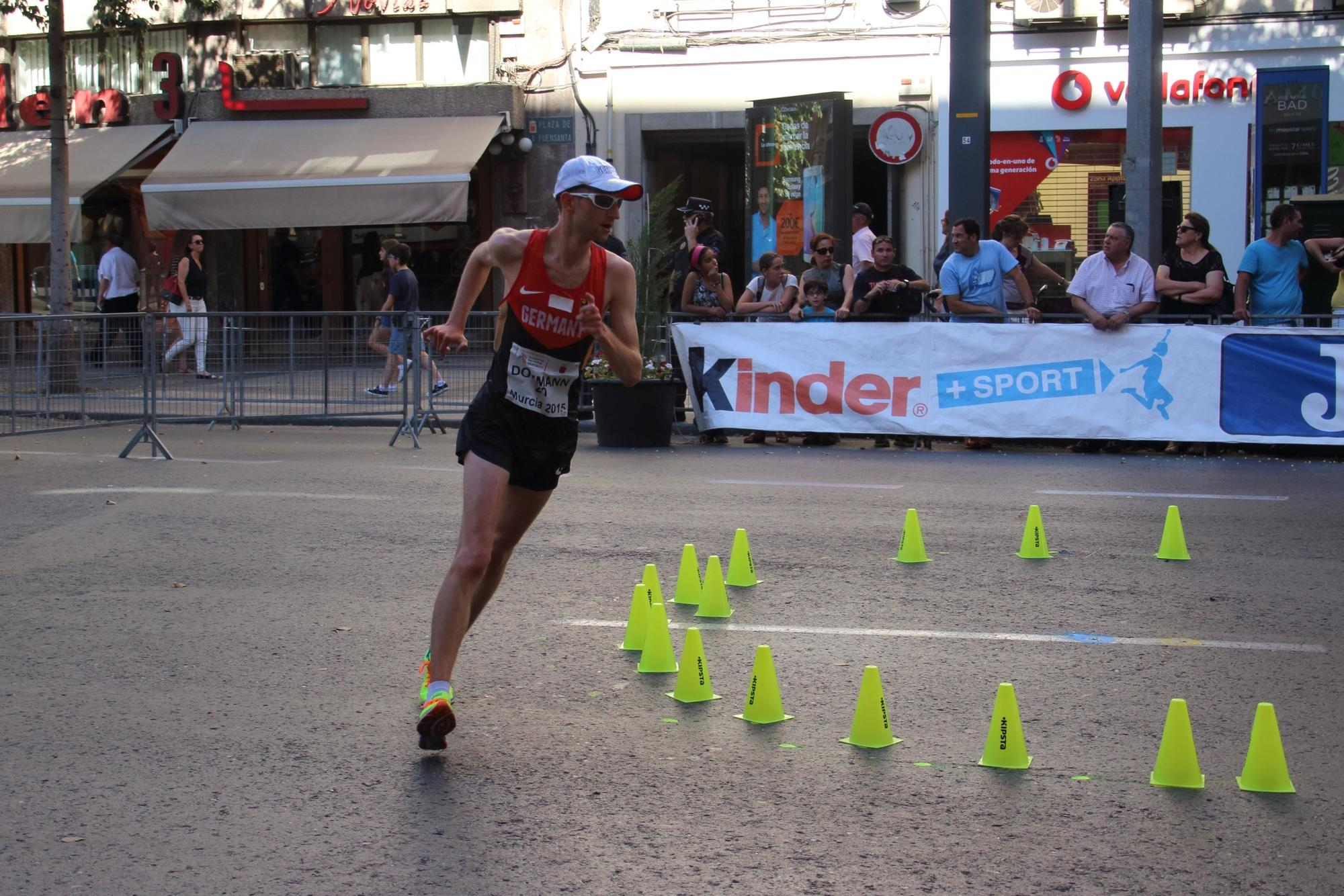
Carl Dohmann – Platz vierzehn

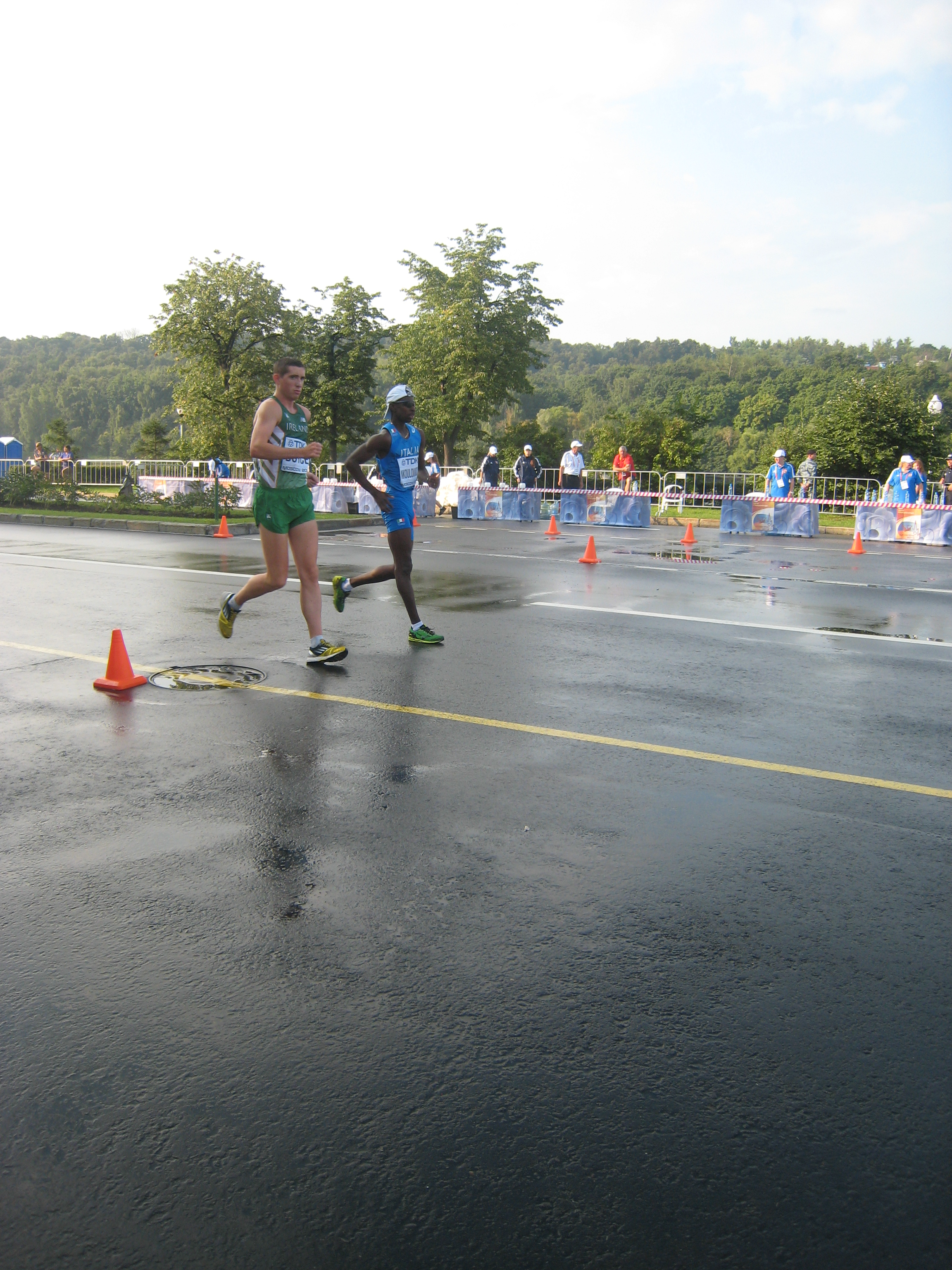
Brendan Boyce, 15. (links) und Jean-Jacques Nkouloukidi  (21.)
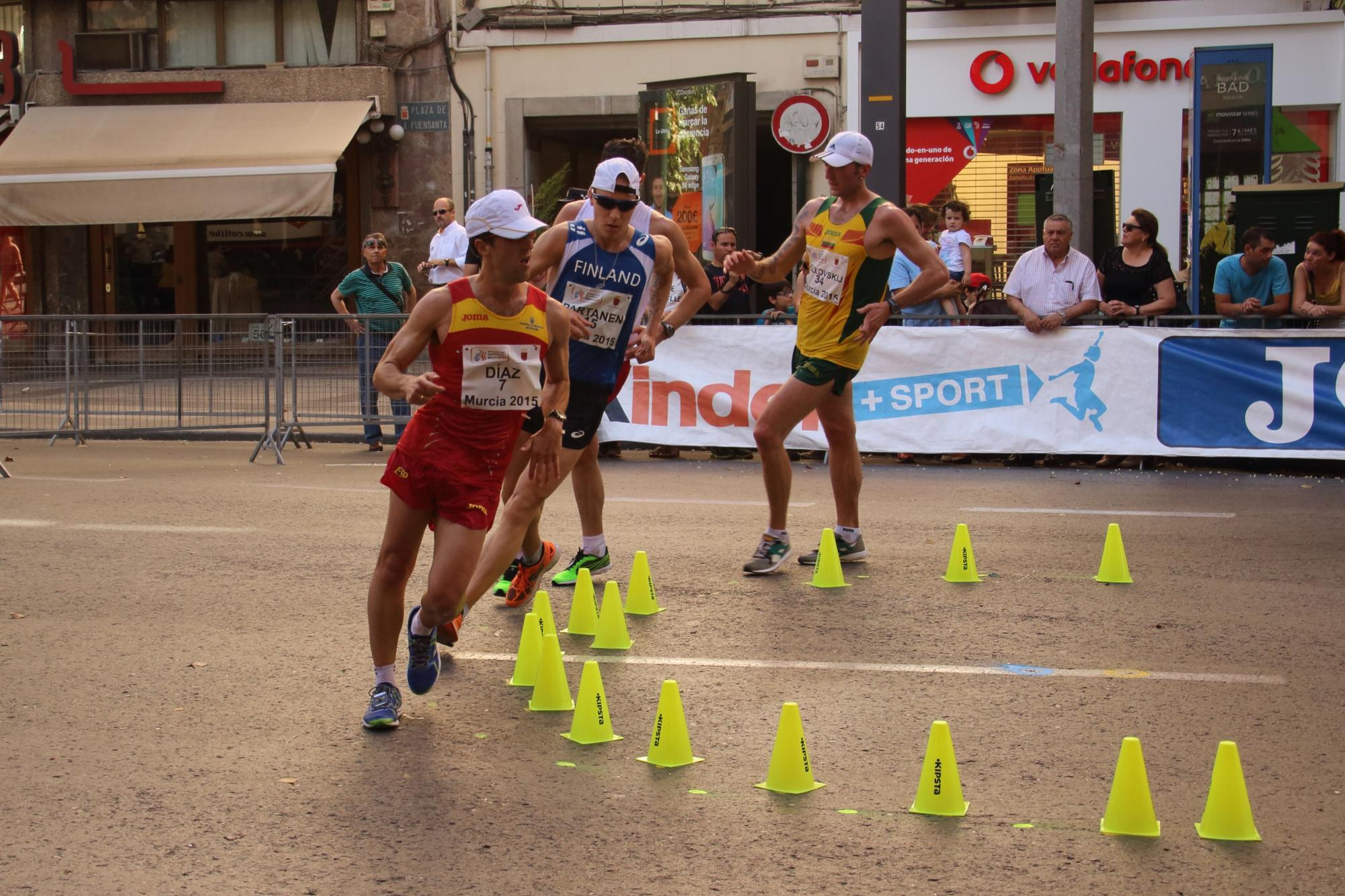
Veli-Matti Partanen (in dieser Gruppe an zweiter Stelle) – Platz siebzehn
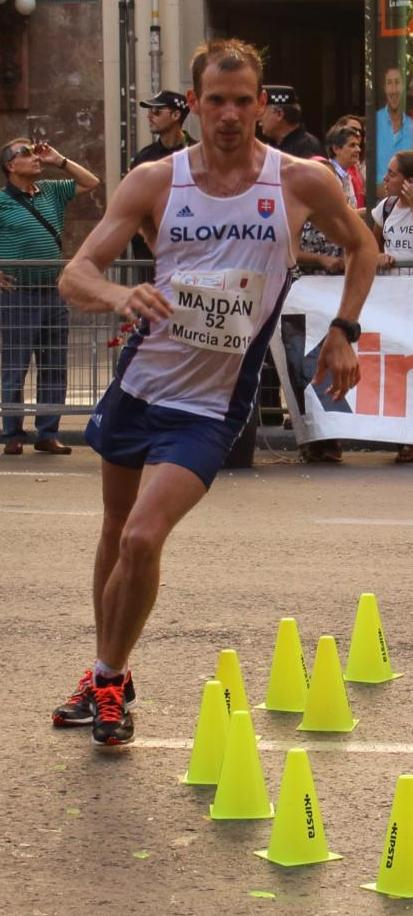
Dušan Majdán – Platz achtzehn
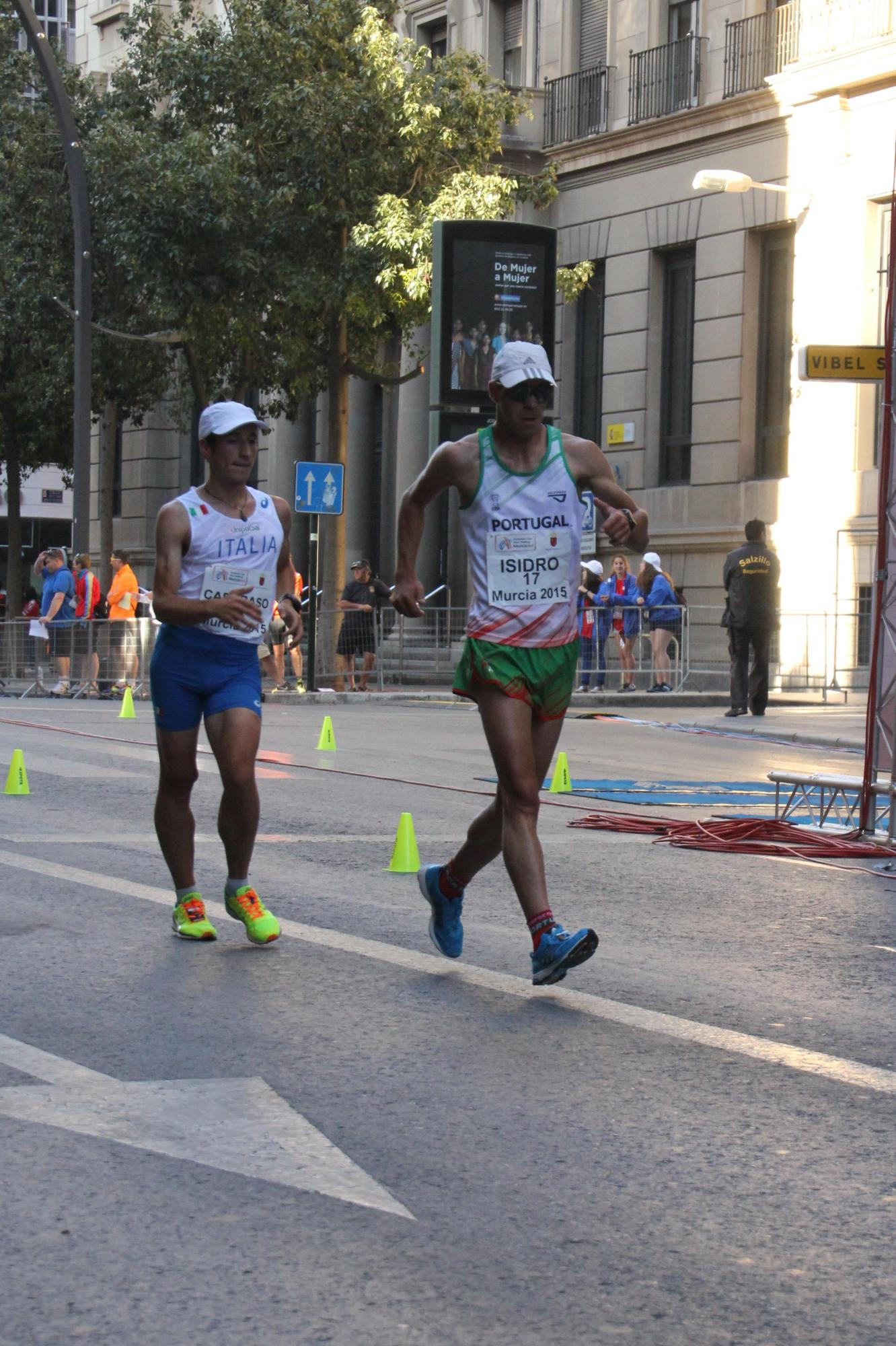
Teodorico Caporaso, (19.) und Pedro Isidro (24.)

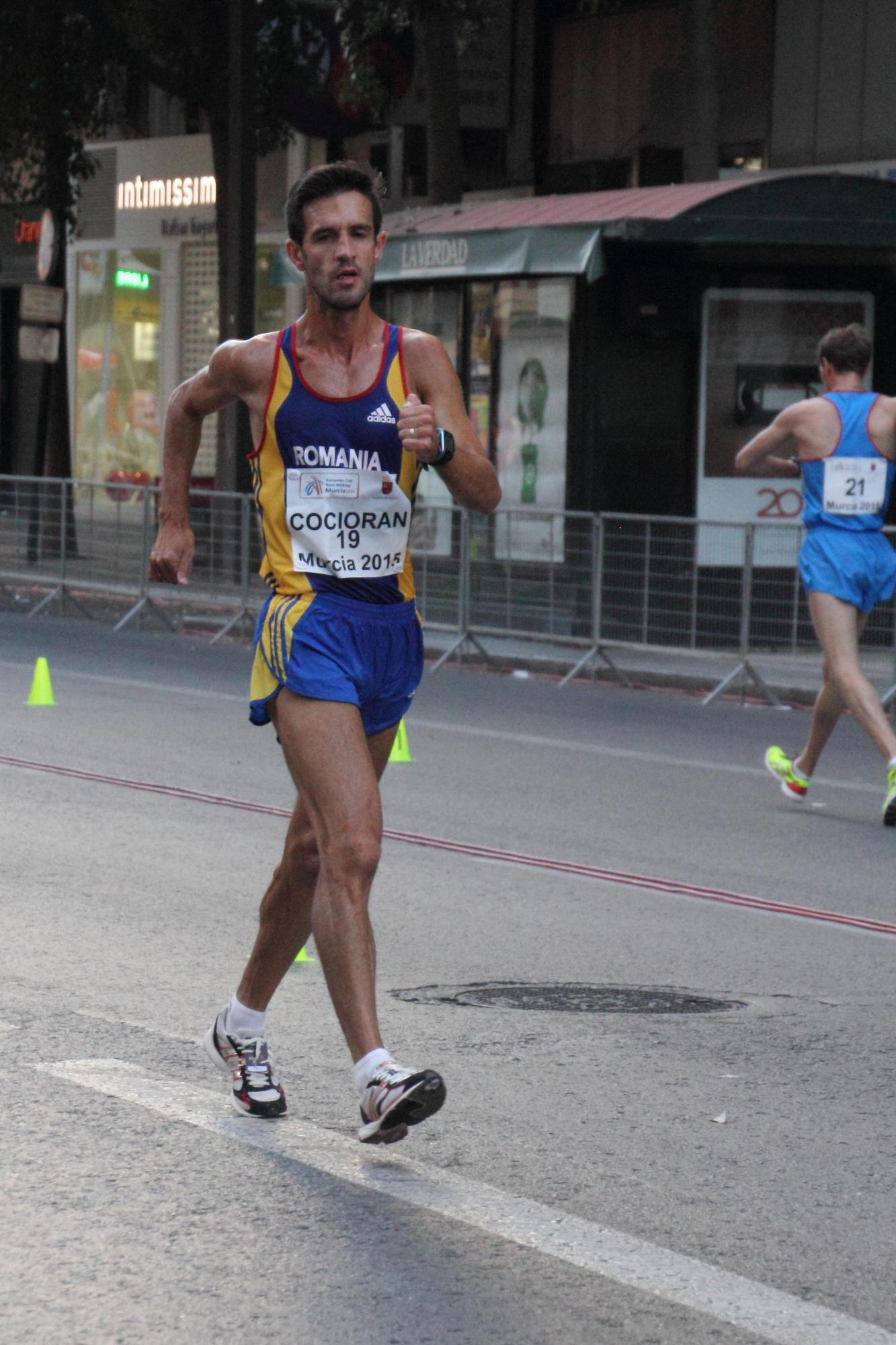
Marius Cocioran – Platz 22
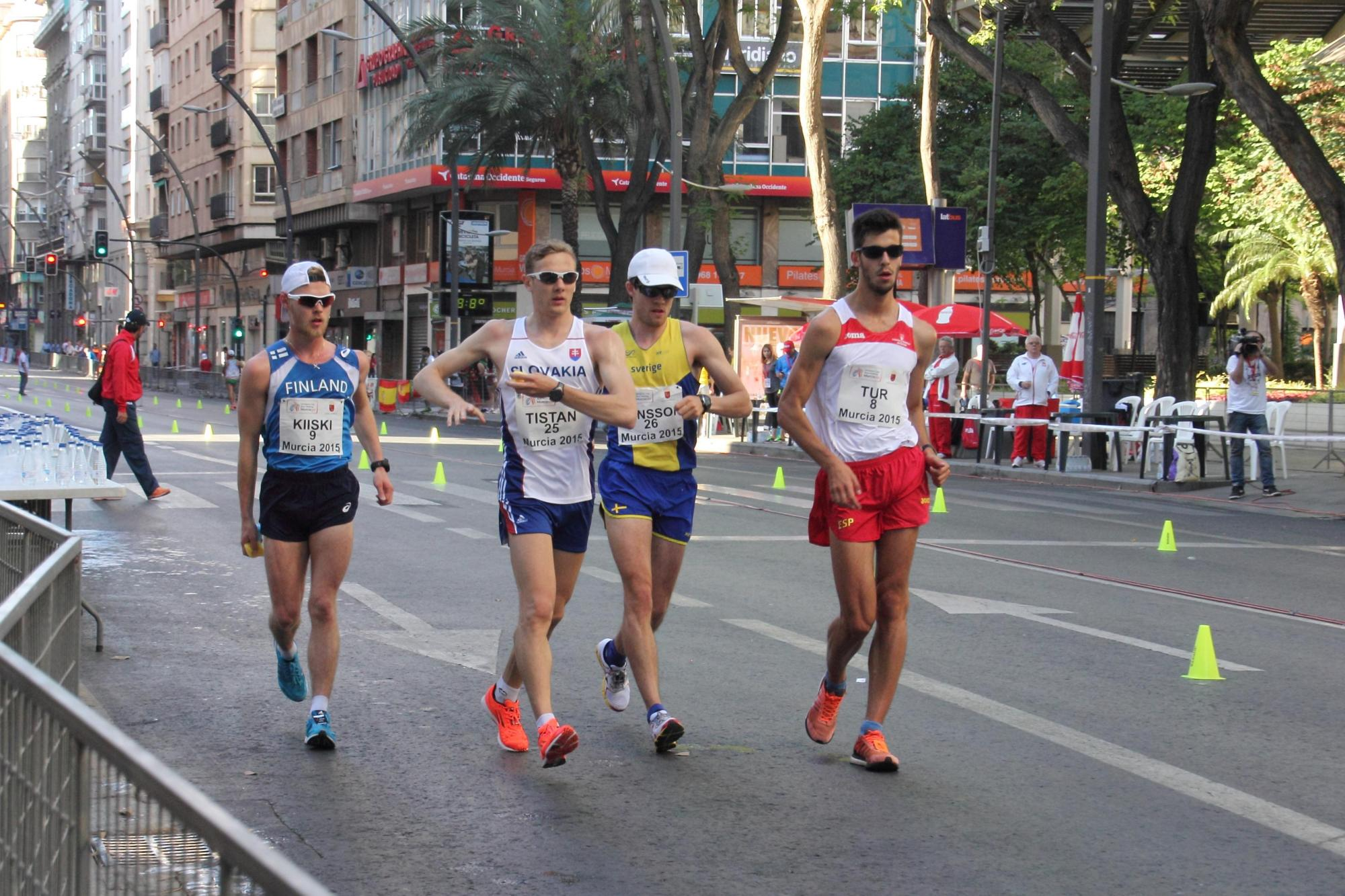
Martin Tistan (Zweiter von links) – Platz 23
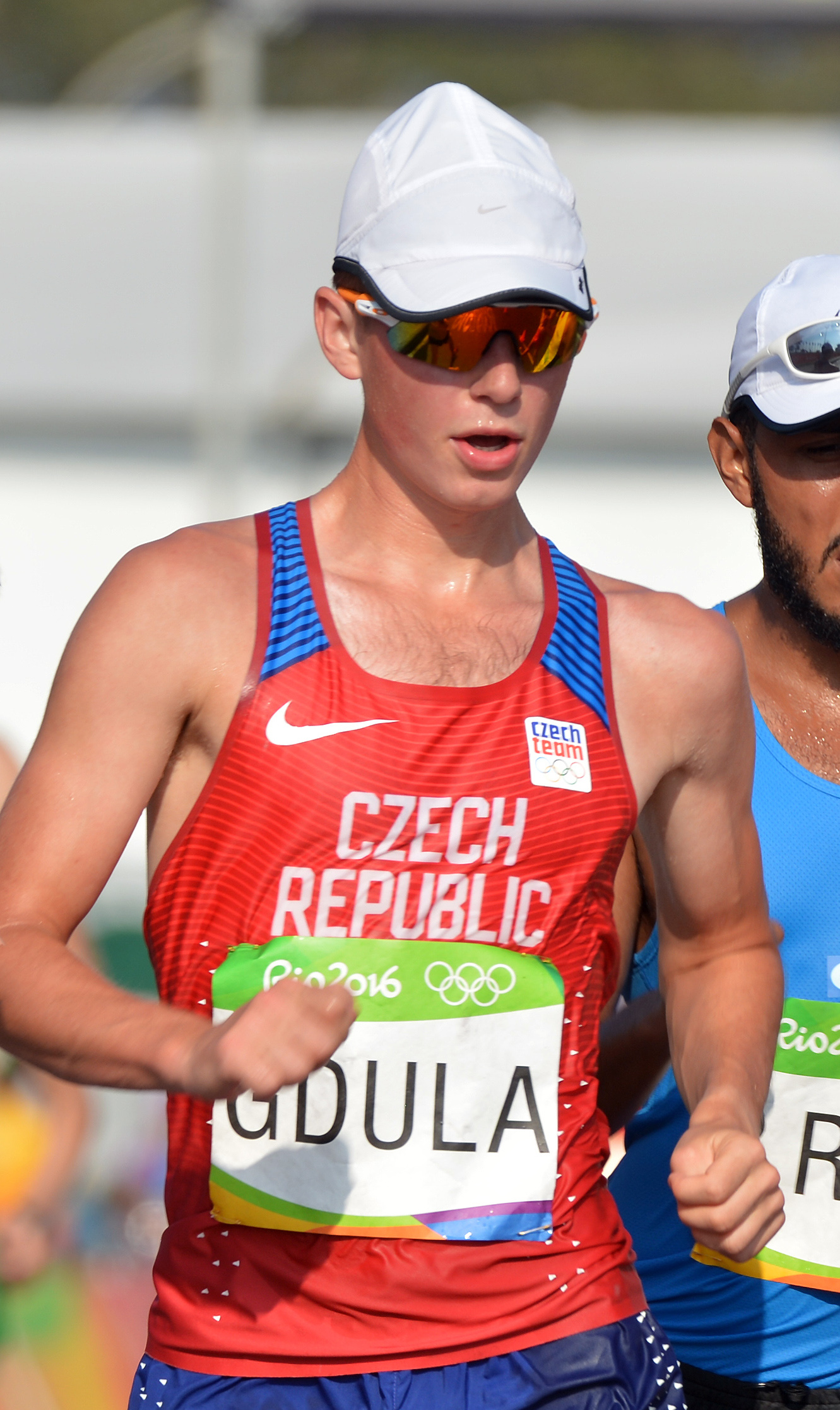
Lukáš Gdula – Platz 25
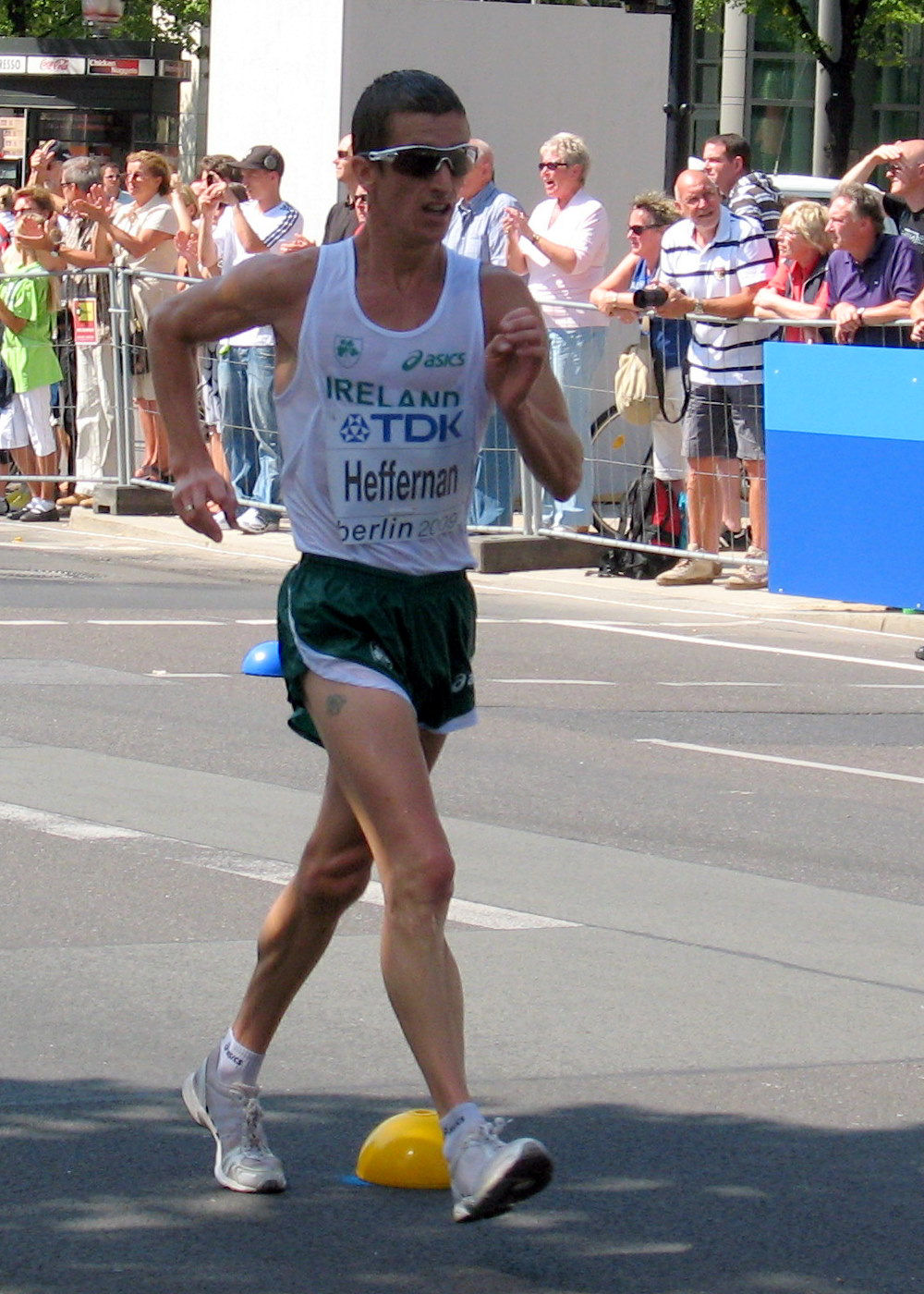
Robert Heffernan – Rennen nicht beendet

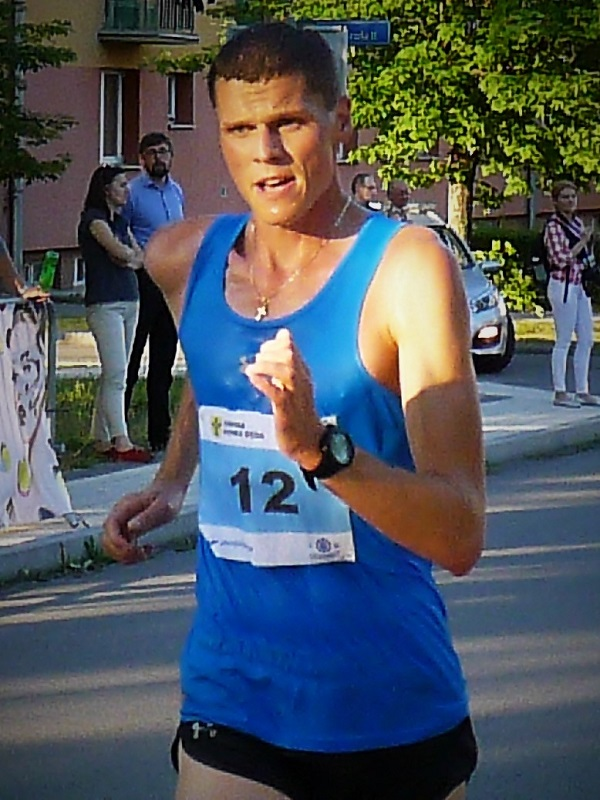
Łukasz Nowak – Rennen nicht beendet
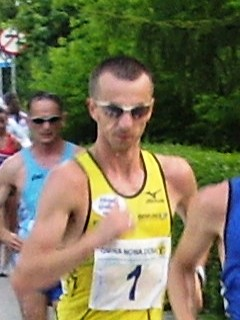
Grzegorz Sudoł – Rennen nicht beendet
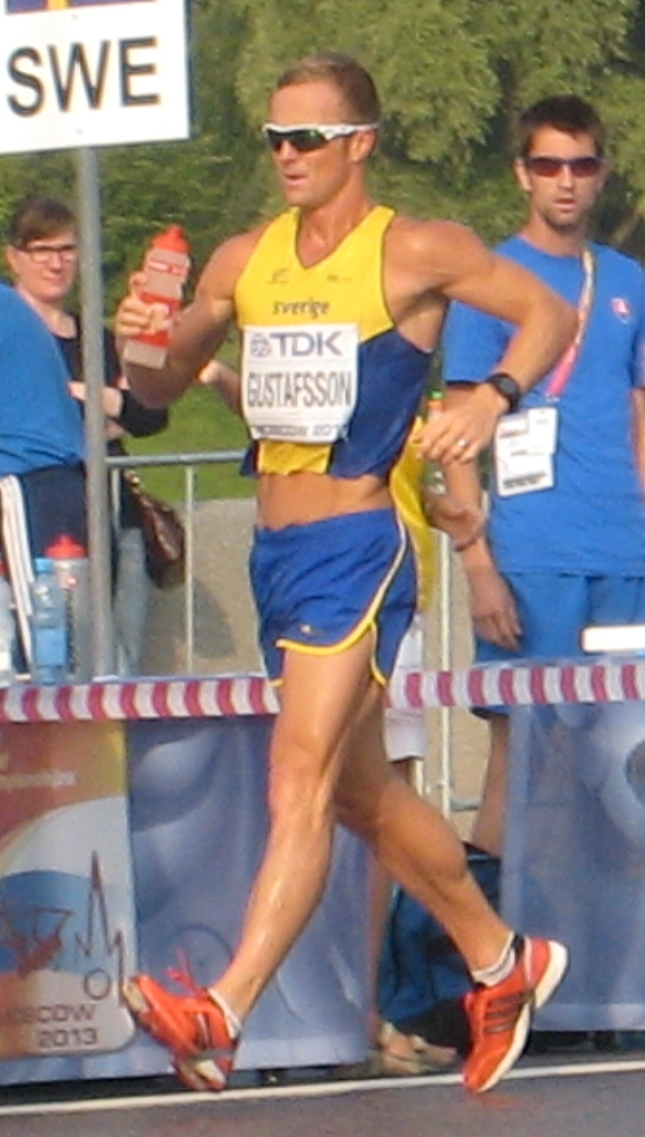
Andreas Gustafsson – nach drei Verwarnungen disqualifiziert
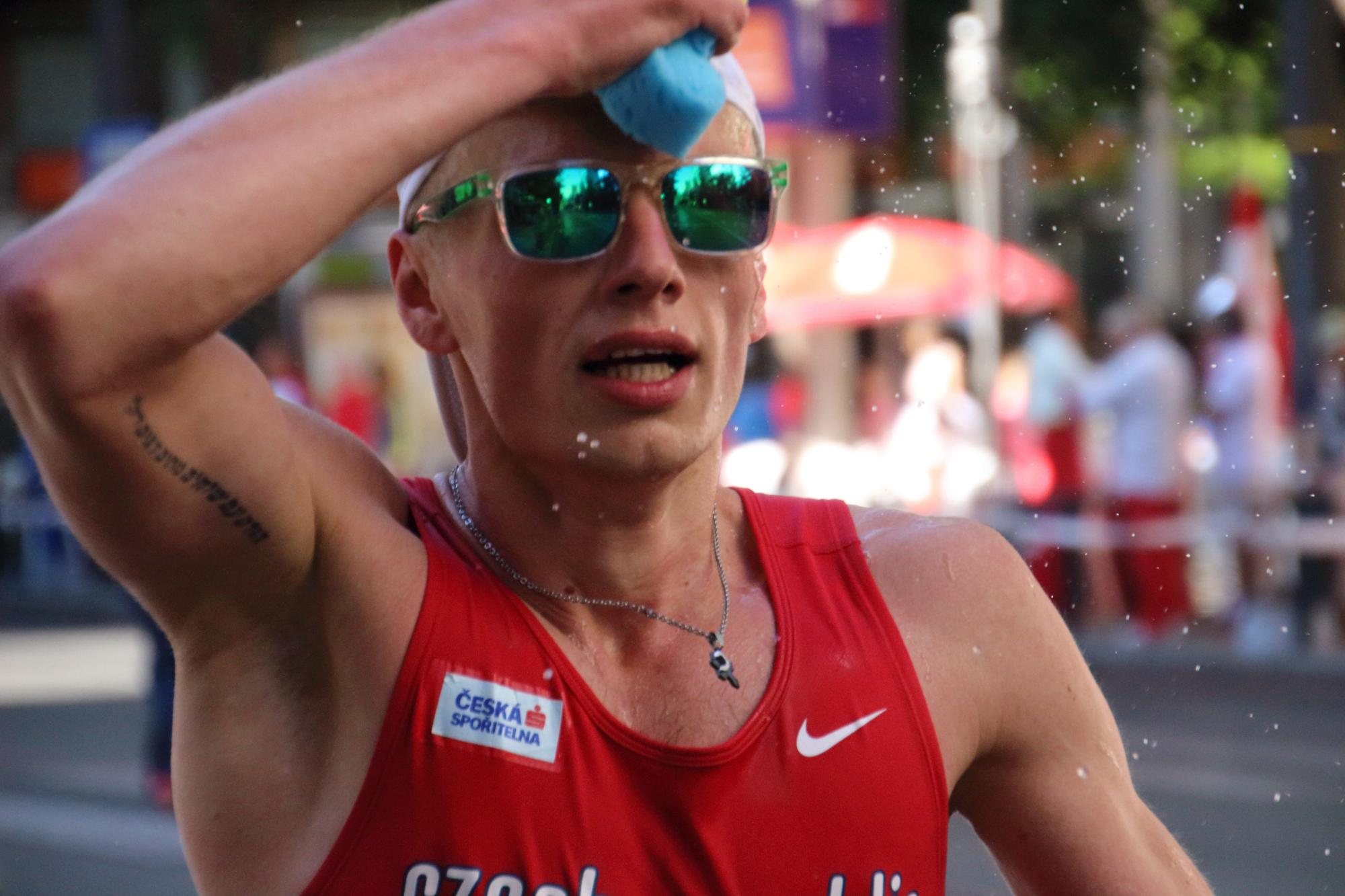
Pavel Schrom – nach drei Verwarnungen disqualifiziert

## Videolink
- Campeonato de Europa Zurich 2014, 50km marcha, youtube.com, abgerufen am 12. März 2023